# Petrophora divisata
Petrophora divisata là một loài bướm đêm trong họ Geometridae.